# Hiperakumulator
Hiperakumulator – roślina wykazująca zdolność wzrostu na glebach metalonośnych, zdolna do gromadzenia niezwykle dużych ilości metali ciężkich w częściach nadziemnych bez uszczerbku na skutek efektu fitotoksycznego.
Niezwykle wysoką zawartość niklu po raz pierwszy stwierdzono w 1948 roku we włoskim gatunku smagliczki (Alyssum bertolonii). Termin hiperakumulator (niklu) został po raz pierwszy użyty przez Tanguya Jaffrégo, Roberta R. Brooksa i współautorów w 1976 roku w odniesieniu do drzewa Sebertia acuminata, u którego w mleczku lateksowym stwierdzono zawartość ponad 25% Ni w suchej masie lateksu. Bardziej precyzyjnie zdefiniowali go w 1977 r. Brooksa (i in.), kwalifikując do hiperakumulatorów rośliny zawierające ponad 0,1% Ni w suchej pozostałości rośliny. Następnie definicja ta została poszerzona o inne metale ciężkie – minimalną ich zawartość w suchej masie (s.m.), kwalifikującą do hiperakumulatorów, ustalono na następujących poziomach: 100 mg·g-1 (0,01% s.m.) Cd, As i niektórych innych metali śladowych; 1000 mg·g-1 (0,1% s.m.) Co, Cu, Cr, Pb i (Ni) oraz 10 000 mg·g-1 (1% s.m.) dla (Ni), Mn i Zn.